# Joko Widodo
Joko Widodo, zkráceně Jokowi (* 21. června 1961 Surakarta) je indonéský politik, mezi lety 2014 a 2024 prezident země. Je členem Demokratické strany Indonésie – boj (Partai Demokrasi Indonesia Perjuangan, PDI-P).

## Život

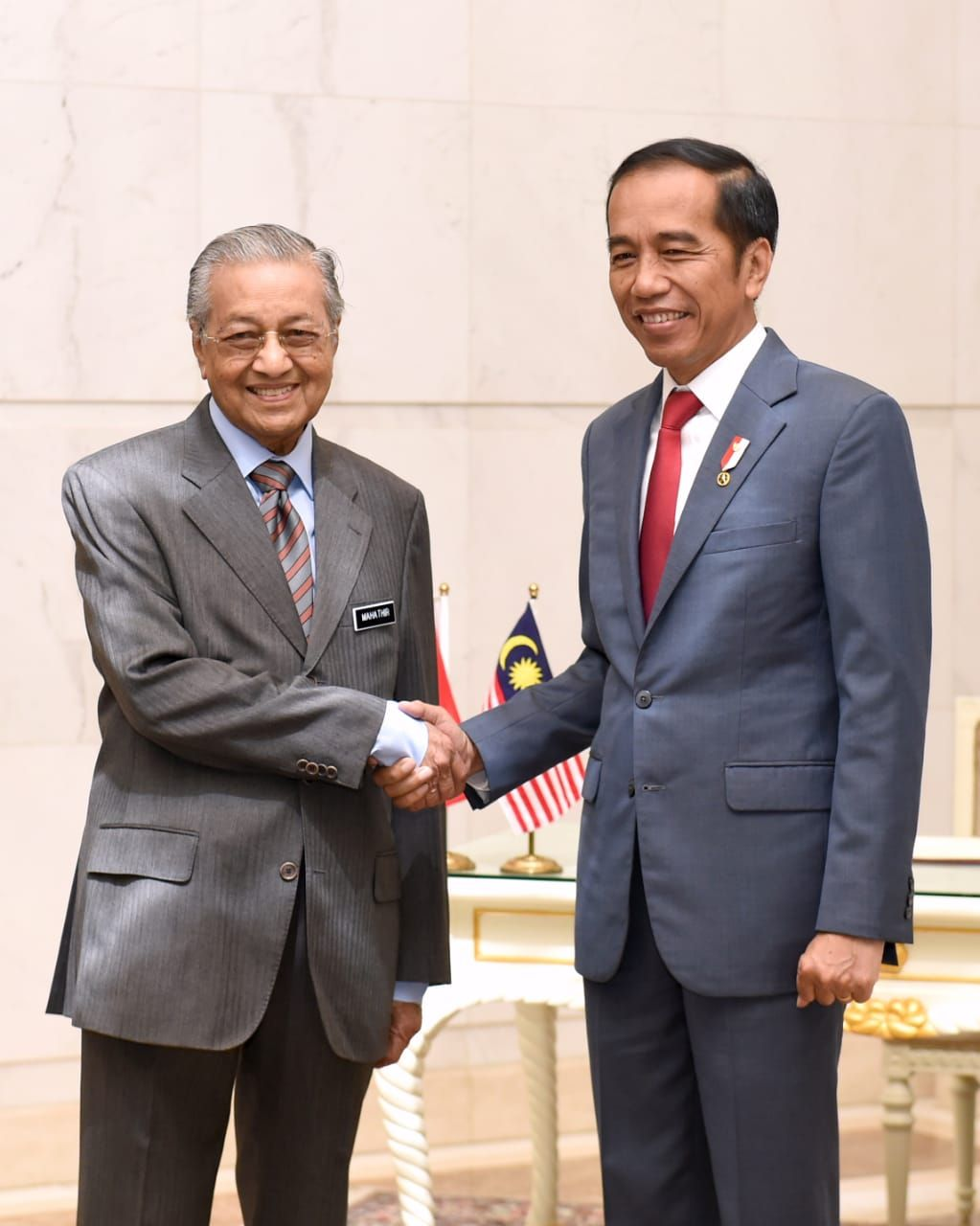
Joko Widodo a Předseda vlády Malajsie Mahathir Mohamad (9. srpna 2019)

Pochází z chudé rodiny, vystudoval lesnictví na Univerzitě Gadjah Mada a stal se majitelem úspěšné firmy na výrobu nábytku. V roce 2005 byl zvolen starostou Surakarty, podařilo se mu výrazně snížit kriminalitu a díky investicím do infrastruktury a rozšíření zelených ploch učinil město přitažlivějším pro turisty. V roce 2012 ho nadace City Majors Foundation vyhlásila třetím nejlepším starostou světa.
V roce 2012 vyhrál volby na post guvernéra indonéského hlavního města Jakarty. Profiloval se energickým bojem proti korupci a nepotismu, začal zveřejňovat rozpočet svého úřadu. Jeho popularity využila strana PDI-P, která ho nominovala jako svého kandidáta v prezidentských volbách v červenci 2014. Podle indonéské ústavy smějí do jednokolové volby postavit svého zástupce pouze strany, které disponují alespoň pětinou křesel v parlamentu. Widodovým jediným protikandidátem tak byl generál Prabowo Subianto (Hnutí za velkou Indonésii, zkráceně Gerindra), kterého porazil ziskem 53,15 % hlasů.
Svými příznivci je Widodo vnímán jako muž, který se vypracoval vlastní pílí a umem a jako představitel nastupující generace, vymezující se vůči tradičním elitám. Byl často srovnáván s Barackem Obamou, s nímž ho spojuje nejen rok narození a fyzický vzhled, ale také to, že pochází z neprivilegovaných vrstev. Známou se stala jeho praxe zvaná blusukan, kdy bez přípravy chodí mezi prosté občany a diskutuje s nimi o jejich problémech. Velkou pozornost vzbudil, když na promoci svého syna do Singapuru letěl běžnou linkou s vysvětlením, že na soukromé cesty prezidentský speciál nepotřebuje.
V zahraniční politice je stoupencem nezávislosti Palestiny, vyzval k jednotnému postupu muslimského světa proti Izraeli.
Kritikové Widoda obviňují z populismu, jeho politika nulové tolerance vůči zločinu vede k četným případům porušování lidských práv – příkladem mohu být přehmaty provázející jeho kampaň proti veřejnému prodeji alkoholu, který prezident označuje za porušování zásad islámu.
Je fanouškem rockové hudby, jeho oblíbenou skupinou jsou Napalm Death. V roce 2015 ho členové této skupiny požádali, aby udělil milost dvojici australských pašeráků drog odsouzených k smrti. K popravě však nakonec došlo, i přesto, že Austrálie na protest odvolala z Jakarty svého velvyslance.
V roce 2018 oznámil úmysl obhájit svůj mandát v nadcházejících prezidentských volbách. Stejně jako před 5 lety i 17. dubna 2019 porazil svého jediného protikandidáta, generála Subianta, a byl zvolen se ziskem 55,5 % hlasů.

## Vyznamenání
- Řád hvězdy Indonéské republiky I. třídy, Indonésie, 20. října 2014[11]
- Královský rodinný řád Bruneje I. třídy, Brunej, 7. února 2015[12]
- řetěz Řádu krále Abd al-Azíze, Saúdská Arábie, 12. září 2015[13]
- řetěz Řádu Východního Timoru, Východní Timor, 26. ledna 2016[14]
- rytíř Řádu Serafínů, Švédsko, 22. května 2017[15]
- Zlatá jubilejní medaile brunejského sultána, Brunej, 6. října 2017[16]
- Státní řád gaziho emíra Amanulláha Chána, Afghánistán, 29. ledna 2018[17]
- řetěz Řádu Zajda, Spojené arabské emiráty, 17. července 2024[18]
- velký řetěz Řádu palestinské hvězdy, Palestina, 19. srpna 2024[19]